# Les Enfants de John
Les Enfants de John est un magazine éducatif français de 26 minutes pour la jeunesse diffusé du 14 décembre 1994 au 4 septembre 1996 sur La Cinquième. 

## Concept
Ce magazine mêle fiction et reportage en traitant des sujets qui concernent les jeunes. Un débat a lieu chaque vendredi sur les thèmes de la semaine. L'émission est présentée par quatre jeunes comédiens, dont Djamel Bensalah (Benji), Eugénie Grimblat (Patricia), Stéphane Henon ("Moi-même"), et Yzabel Dzisky (Marilyn). Elle était diffusée du lundi au vendredi à 17h30.   